# Anna Clauß
Anna Clauß (* 1981 in Tübingen als Anna Kistner) ist eine deutsche Journalistin und Buchautorin.

## Leben
Clauß wuchs mit einer jüngeren Schwester auf.
Sie studierte in Passau Kulturwissenschaft. Dabei moderierte sie den Poetry-Slam im Scharfrichterhaus. Nach dem Diplom besuchte sie die Deutsche Journalistenschule in München. Danach arbeitete sie für die Süddeutsche Zeitung und den Bayerischen Rundfunk. Seit 2013 ist sie Bayern-Korrespondentin beim Spiegel. 2019 nahm sie am Arthur F. Burns Fellowship teil und arbeitete bei der Denver Post in Colorado. Seit 2021 ist sie Leiterin des Ressorts Meinung und Debatte des Spiegels.
2020 veröffentlichte sie ihr Buch Söder – Die andere Biographie bei Hoffmann und Campe.